# Jade Boho
Jade Boho Sayo, anche nota semplicemente come Jade (Valladolid, 30 agosto 1986), è un'ex calciatrice spagnola naturalizzata equatoguineana, di ruolo attaccante.
Grazie alla sua doppia cittadinanza durante la sua carriera ha indossato la maglia della nazionale spagnola Under-19, con la quale ha conquistato il campionato europeo 2004 di categoria, e in seguito, tra il 2010 e il 2018, quella della nazionale equatoguineana con la quale ha collezionato la vittoria nel campionato africano 2012 e un secondo posto nel 2010.
Jade ha preso i cognomi di sua madre, Lourdes Cristina Boho Sayo,, un'emigrante equatoguineana che ha ricevuto la cittadinanza spagnola nell'agosto 1980, e, cinque anni dopo, ha interpretato Oud Anna nel film della regista Marion Hänsel Polvere (Dust), prima della nascita di Jade. Suo padre, il cui nome è sconosciuto, era spagnolo, di Valladolid, dove Lourdes lavorava e viveva; Jade non lo ha mai conosciuto.

## Carriera

### Club
Jade Boho inizia la sua carriera nelle giovanili dell’Orcasitas dal 2000 al 2003. Nel 2003 si trasferisce al CF Torrejón, dove gioca fino al 2007, acquisendo esperienza nel calcio professionistico spagnolo.
Nel 2007 si trasferisce al Rayo Vallecano, club con cui rimane fino al 2013. Durante questa esperienza, Jade diventa una delle principali attaccanti della squadra, totalizzando 138 presenze e 44 gol, ottenendo anche importanti successi nazionali.
Nel 2013, si trasferisce all’Atlético Madrid, dove gioca per una stagione, mettendo a segno 12 gol in 28 partite. L’anno successivo, torna al Rayo Vallecano, per disputare un’altra stagione nella quale segna 10 gol in 29 partite.
Nel 2015 inizia la sua esperienza all’estero, trasferendosi in Inghilterra al Bristol Academy, dove segna 3 gol in 6 presenze, e successivamente nel 2016 al Reading, con 1 gol in 8 partite.
Nel 2016, torna in Spagna per giocare con il Madrid CFF, dove colleziona 14 gol in 22 partite tra il 2016 e il 2018. Successivamente, dal 2018 al 2021, gioca con il Logroño, squadra con cui disputa 76 partite segnando 28 gol.
Nel 2021, Jade si trasferisce in Svizzera al Servette Chênois per la stagione 2021-2022, segnando 3 gol in quella stagione. Chiude la sua carriera calcistica nel 2023 con l'Alhama CF, dove gioca 25 partite e segna 3 gol.

### Nazionale
Jade è nata e cresciuta in Spagna, ma sua madre è della Guinea Equatoriale, quindi è stata dichiarata idonea per rappresentare entrambi i paesi.
A livello giovanile nel 2003 viene convocata dalla Federcalcio spagnola per indossare la maglia della formazione Under-19 impegnata nelle qualificazioni all'Europeo di Finlandia 2004, condividendo con le compagne il percorso che vede la sua nazionale accedere per la quinta volta consecutiva alla fase finale e poi quello che porta la Spagna prima a passare il turno come seconda classificata nel gruppo A, battuta solo dalla Germania con il pesante passivo di 7-0, superare l'Italia di misura in semifinale e ritrovare nuovamente in finale la Germania ma, stavolta, superandola per 2-1, con Boho che apre le marcature, e ottenendo il primo trofeo continentale. A fine torneo con 3 reti siglate è, a pari merito con Iraia Iturregui, la migliore realizzatrice spagnola. Grazie a questo risultato la Spagna ottiene anche l'accesso al Mondiale di Thailandia 2004, a quel tempo riservato ancora a formazioni U-19. Inserita nel gruppo C, la sua nazionale non riesce ad essere però sufficientemente incisiva, e con una sola vittoria, 2-0 sulla Corea del Sud con doppietta di Boho, e due sconfitte la Spagna viene eliminata già alla fase a gironi.
Dal 2010 decide di diventare membro della nazionale maggiore equatoguineana., nazionale che alla guida del commissario tecnico Marcello Frigerio concludendo al secondo posto il campionato africano di Sudafrica 2010 accede al Mondiale di Germania 2011, primo mondiale calcistico per la Federcalcio equatoguineana. Frigerio, dopo averla inserita in rosa con la squadra in partenza per la Germania, è costretto tuttavia a sostituirla con Emiliana Mangue prima dell'inizio del torneo in quanto sospesa dalla FIFA.
Poiché Jade ha gareggiato per la Spagna nel Mondiale femminile U-19 del 2004, nel database della FIFA era stata registrata come un giocatore spagnolo e la Federcalcio equatoguineana non ha completato il processo di cambiamento della sua nazionalità FIFA in modo tempestivo. Così nel giugno 2011, in fase di controllo delle rose presentate per la partecipazione al mondiale dalle varie federazioni, la FIFA rilevò l'irregolarità e la sospese per due mesi sia nel suo club che nella sua nazionale, che di conseguenza fu rimossa dalle qualificazioni per le Olimpiadi di Londra 2012. Nel settembre 2011 annunciò che non avrebbe più giocato per la Guinea Equatoriale, cambiando tuttavia la sua decisione un anno dopo, per andare a Malabo, chiamata dal nuovo ct Esteban Becker Churukian per un'amichevole contro la RD del Congo nel giugno 2012.
Becker in seguito continua a concederle fiducia, inserendola in rosa con la squadra che disputa, vincendolo, il campionato africano di quell'anno.

## Palmarès

### Club
- Campionato spagnolo: 3

Rayo Vallecano: 2008-2009, 2009-2010, 2010-2011

### Nazionale
- Campionato d'Europa under 19: 1

2004
- Campionato africano femminile: 1

2012